# Jamshid

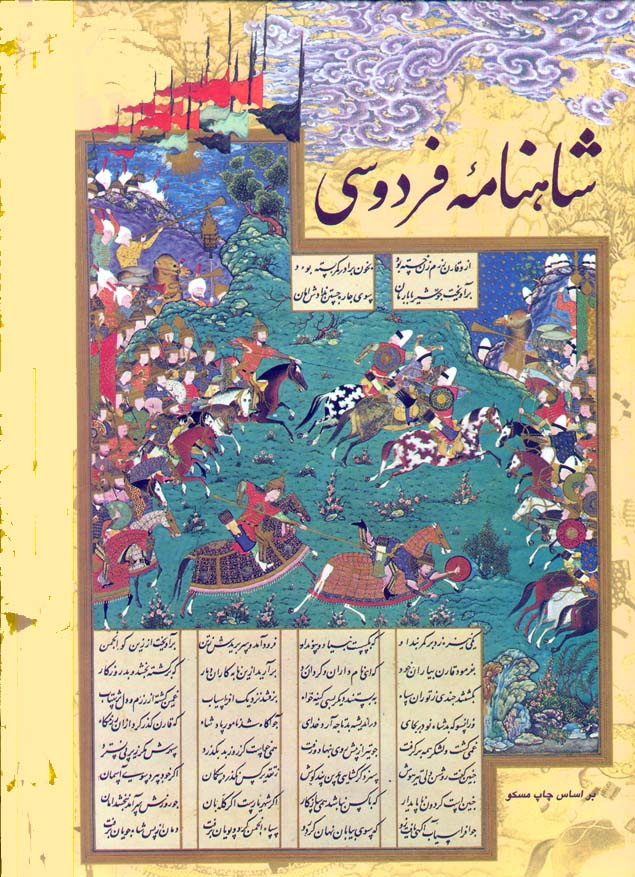
Miniatura dello Shahnameh di Ferdowsi.

Jamshēd, Jamshīd (in persiano جمشید‎) o Jam (in persiano جم‎ in medio e neo-persiano), o Yima (in avestico), è una figura mitologica della cultura e della tradizione  persiana.
Nella tradizione e nel folklore, Jamshid è descritto come il quarto e più grande sovrano della non attestata epigraficamente dinastia Pishdadiana, che precedette quella kayaniana. A tale ruolo si allude già negli scritti zoroastriani (e.g. Yasht 19, Vendidad 2), in cui la figura del re appare in Lingua avestica come Yima(-Kshaeta) "Yima (raggiante)", da cui deriva appunto il nome 'Jamshid'.
'Jamshid' rimane un nome proprio maschile, comunemente usato in Persia e tra gli zoroastriani. Nelle regioni orientali dell'Iran, in Asia centrale e tra gli zoroastriani del subcontinente indiano viene reso come 'Jamshed'.

## Etimologia
Il nome Jamshid è originariamente composto di due parti: Jam e shid, corrispondenti ai nomi avestici Yima e Xšaēta, derivati dal proto-Iranico *Yamah Xšaitah. Yamah e il corrispondente sanscrito Yama possono essere interpretati come "il gemello", forse come riflesso dell'antica fede indo-iranica nella coppia primordiale Yama e Yami, tuttavia non attestata in contesto iranico. Per un normale mutamento fonetico (y → j, e la perdita della sillaba finale) l'avestico Yima diviene in medio-persiano Jam, e come tale esso si trasmette anche al neo-persiano.

## Nelle scritture
Nel secondo capitolo della Vendidad dell'Avesta, l'onnisciente Creatore Ahura Mazda chiede ad Yima, un buon pastore, di ricevere la sua legge e portarla all'uomo. Comunque, Yima rifiuta, e così Ahura Mazda lo incarica di una differente missione. Questa viene accettata da Yima e Ahura Mazda gli regala un sigillo d'oro e un pugnale intarsiato d'oro.
Yima governa come re per trecento anni e presto la terra diventa piena di uomini, stormi di uccelli e allevamenti di animali. Ha privato i daeva, che erano servitori demonici del malvagio Ahriman, di ricchezza, greggi e reputazione durante il suo regno. Nel mentre, gli uomini buoni vivevano vite di abbondanza senza malattie o vecchiaia. Padre e figlio camminavano insieme, ognuno senza sembrare più vecchio di quindici anni. Ahura Mazda lo visita di nuovo quindi mettendolo in guardia riguardo a questa sovrappopolazione. Yima, splendente di luce, guarda in basso e preme il sigillo d'oro contro la terra, perforandola con il pugnale, e dice: «O Ameša Spenta, fatti gentilmente in pezzi e allungati per sopportare greggi e mandrie e gli uomini».
La terra si ingrossa e Yima governa per altri seicento anni prima che lo stesso problema si presenti di nuovo. Ancora una volta, lui usa il sigillo e il pugnale sulla Terra e chiede alla terra di ingrossarsi per portare più uomini e bestie, e questa si allarga ancora. Novecento anni dopo, la terra è di nuovo piena. E la stessa soluzione viene impiegata: la terra si allarga ancora.
La successiva parte della storia racconta di un incontro tra Ahura Mazda e gli Yazata a Airyanem Vaejah, la prima delle "terre perfette". Qui Yima partecipa con un gruppo dei "migliori tra i mortali", dove Ahura Mazda lo avverte di un'incombente catastrofe: «O giusto Yima, figlio di Vivaŋhat! Sopra la terra materiale gli inverni malvagi stanno per cadere, spessi fiocchi di neve cadranno, anche un arədvi sulle più alte cime delle montagne».
Ahura Mazda suggerisce a Yima di costruire una Vara in forma di una caverna multipla sotterranea, lunga due miglia (3 km) e larga due miglia (3 km). Lui dovrà popolarla con i più adatti uomini e donne oltre due capi di ogni animale, uccello e pianta, e rifornire con cibo e acqua raccolta l'estate precedente. Yima crea la Vara frantumando la terra con il piede e impastandola in una forma come il vasaio fa con l'argilla. Crea una luce artificiale e infine sigilla la Vara con un anello d'oro.

## Nella tradizione e nel folklore
Col tempo l'eroe avestico Yima Xšaēta divenne lo Shāh del mondo intero, il Jamshid della leggenda e della mitologia persiana.
Secondo lo Shāhnāma del grande poeta Ferdowsi, Jamshid fu il quarto re del mondo. Egli comandava su tutti gli angeli e i demoni del mondo ed era al contempo sovrano e sacerdote supremo di Hormozd (medio-persiano per Ahura Mazdā). Fu responsabile di un gran numero d'invenzioni che resero maggiormente sicura la vita dei suoi sudditi: la manifattura di corazze e di armi, la tessitura e la tintura di abiti di lino, seta e lana, l'edificazione di case di mattoni cotti, la manifattura di gioielli e metalli preziosi, la fabbricazione di profumi e vino, la navigazione delle acque del mondo su navi a vela. Il sudreh e il kushti dello Zoroastrismo sono parimenti attribuiti a Jamshid. Dai seguaci vestiti di pelle di Keyumars, l'umanità assurse al alti livelli di civiltà all'epoca di Jamshid.
Jamshid divise anche gli uomini in quattro gruppi:
- i sacerdoti, che si occupavano del culto di Hormozd;
- i guerrieri, che proteggevano la gente grazie alle loro armi;
- gli agricoltori, che coltivavano frumento per alimentare la gente;
- gli artigiani, che producevano beni per facilitare e rallegrare la vita della gente.

Jamshid era diventato il più grande sovrano del mondo mai conosciuto. Fu dotato del regio farr (avestico: khvarena), uno splendore raggiante che rifulgeva attorno a lui e che era il segno del favore divino.